# 德吉氏魮
德吉氏魮（学名：Barbus deguidei）為輻鰭魚綱鯉形目鯉科魮屬的其中一個種。該物種於1964年由Hubert Matthes描述及命名，分布於非洲剛果河流域，體長可達3.7公分。

## 扩展阅读
維基物種上的相關：德吉氏魮